# 水电竞技场
55°51′37″N 4°17′06″W / 55.860297°N 4.284926°W
水电竞技场（SSE Hydro）是苏格兰格拉斯哥的一个多用途室内竞技场，啟用於2013年9月30日。竞技场以其主要赞助商，能源公司SSE plc命名，並由蘇格蘭會展會議中心（SEC）擁有。竞技场由伦敦建筑师福斯特建筑事务所设计，于2013年9月30日正式开幕，罗德·斯图尔特举行了音乐会。
水电竞技场在2016年售出了751,487张门票，使其成为世界上售票量第八多的音乐舞台。